# Diskografie Jany Kratochvílové
Toto je diskografie české zpěvačky Jany Kratochvílové.

## Studiová alba
| Rok  | Pseudonym, kapela              | Album                                            | Label                                                                               | Nosič      |
| ---- | ------------------------------ | ------------------------------------------------ | ----------------------------------------------------------------------------------- | ---------- |
| 1980 | Jana Kratochvílová             | Jana Kratochvílová (album)                       | Supraphon                                                                           | LP, MC     |
| 1981 | Jana Kratochvílová             | Listen and Follow                                | Artia                                                                               | LP         |
| 1986 | Jana Pope                      | Bohemian                                         | Polydor Znovuvydáno: KMa s.r.o. 2007                                                | LP, CD, MC |
| 1991 | Z Goddess                      | Radiant Tones                                    | Pragma/United Kulture Records                                                       | MC         |
| 1991 | Z Goddess                      | Create Z Health & Beauty                         | United Kulture Records                                                              | MC         |
| 1992 | Z Goddess                      | Immortality                                      | Popron/United Kulture Records Znovuvydáno: KMa s.r.o. 2006, Interference Music 2016 | CD, MC     |
| 199x | Creation Carmine               | Rainbow Session I                                | Divine Rage                                                                         | ?          |
| 199x | Creation Carmine               | Rainbow Session II                               | Divine Rage                                                                         | ?          |
| 1994 | Z Goddess                      | Power Inside You                                 | United Kulture Records                                                              | CD         |
| 1994 | Jana Pope                      | Goddess of Desire                                | United Kulture Records                                                              | MC         |
| 1994 | Illuminati                     | Anarchist Unite                                  | United Kulture Records/Monitor Records                                              | CD, MC     |
| 1996 | Illuminati                     | Demonterialize                                   | 3MM Music                                                                           | CD         |
| 1998 | Illuminati                     | Everything is under control                      | United Kulture Records                                                              | CD         |
| 1998 | Jana Kratochvílová             | S láskou                                         | Epic                                                                                | CD, MC     |
| 2002 | Illuminati                     | Law of Illuminati                                |                                                                                     | CD         |
| 2004 | Jana Kratochvílová & Armadeica | Uriel                                            | Monitor Records                                                                     | CD, MC     |
| 2007 | Illuminati.ca                  | Magica                                           | 3MM Music znovuvydáno: Interference Music 2015                                      | CD         |
| 2014 | Illuminati.ca                  | Imunika Systemica                                | Interference Music                                                                  | CD         |
| 2014 | Illuminati.ca                  | Sound Eye Mission                                | Interference Music                                                                  | CD         |
| 2014 | Illuminati.ca                  | Matrix Exposed                                   | Interference Music                                                                  | CD         |
| 2014 | Illuminati.ca                  | Ritualica                                        | Interference Music                                                                  | CD         |
| 2015 | Illuminati.ca                  | Spiritica Angelica                               | Interference Music                                                                  | CD         |
| 2016 | Illuminati.ca                  | New Bohemian                                     | Interference Music                                                                  | CD         |
| 2017 | Illuminati.ca                  | Mantrum Illuminum                                | Interference Music                                                                  | CD         |
| 2017 | Illuminati.ca                  | 3R                                               | Interference Music                                                                  | CD         |
| 2017 | Illuminati.ca                  | Ruby Rose Mayhem                                 | Interference Music                                                                  | CD         |
| 2018 | Illuminati.ca                  | #Us and Rocking Stones (Special limited edition) | Interference Music                                                                  | CD         |
| 2019 | Illuminati.ca                  | Trinity                                          | Interference Music                                                                  | CD         |
| 2021 | Illuminati.ca                  | Anarchy & Ecstasy                                | Interference Music                                                                  | CD         |
| 2022 | Illuminati.ca                  | Alpha Codes                                      | Interference Music                                                                  | CD         |
| 2023 | Illuminati.ca                  | Y                                                | Interference Music                                                                  | CD         |

## Kompilační alba
| 1992 | Copánky                                     | Supraphon              | CD, LP, MC |
| 1998 | V stínu kapradiny                           | Bonton                 | CD, MC     |
| 2006 | Best of Jana Kratochvílová - Song! Song!    | Supraphon              | CD         |
| 2011 | No a co! (TO nejlepší & bonusy 1977 - 2011) | Supraphon              | 2CD        |
| 2016 | Singles... So far                           | Interference Music     |            |
| 2022 | Heval (Special edition '22)                 | United Kulture Records |            |
| 2023 | Singly (1976-1981)                          | Supraphon              |            |

## Společná alba
| 1979 | Ladislav Štaidl a sólisté jeho orchestru "Muzikoterapie" /2/ - Rovnice                                                                                   | Supraphon                     | LP |
| 1979 | Discobolos - Žárlíš - Kyvadlo - Dlouhá bílá žhoucí kometa - Discobolos Tango - Kdybys uměl to, co saxofon                                                | Supraphon                     | LP |
| 1991 | Joy of transformation - Live And Let Live - Today And Yesterday - Three Veils - Gaia - Reincarnating Universe                                            | Pragma/United Culture Records | MC |
| 1993 | J. O. T. - We Are Calling Immortals - Living Through Dying - C. V. of The Planet - We Are Calling Immortals - Pu-il-ma - Mayhem - Dark Age of The Zodiac | United Culture Records        | MC |
| 2001 | Anděl spásy (s Martinem France) - Anděl spásy (Album verze) - Anděl spásy (Radio verze) - Angel Of Salvation (Anglická verze)                            | Multisonic                    | CD |

## Živá alba
| Rok  | Pseudonym, kapela                        | Album                  | Label  | Nosič    | Poznámka                                 |
| ---- | ---------------------------------------- | ---------------------- | ------ | -------- | ---------------------------------------- |
| 1994 | Jana Pope & Heval                        | Jana Pope & Heval live | Popron | 2CD, 2MC |                                          |
| 2023 | Jana Uriel Kratochvílová & Illuminati.ca | Now & Then             | Doupě  | 2LP      | + reedice alba Jana Kratochvílová (1980) |
| 2024 | Jana Uriel Kratochvílová & Illuminati.ca | Now                    | Doupě  | CD + DVD |                                          |

## Singly a EP
| Rok  | Název písní                                      | Skupina                              | Label                              | Poznámka        |
| ---- | ------------------------------------------------ | ------------------------------------ | ---------------------------------- | --------------- |
| 1977 | Muž je v právu/Se Mnou (SP)                      | Kroky                                | -                                  |                 |
| 1977 | Nakresli si s námi křížky/V peci lásky (SP)      | Kroky                                | Panton 44 0615                     | Disco Serie     |
| 1977 | Song/Rok (SP)                                    | Kroky                                | Supraphon 1 43 2042                |                 |
| 1977 | Mám ráda tvůj smích/Lásko má (SP)                | Kroky                                | Supraphon 1 43 2102                |                 |
| 1978 | Černý zpěvák/Hádej, na co tě mám (SP)            | Kroky                                | Supraphon 1 43 2161                |                 |
| 1978 | Starý šenk/Skončím v síti houpací (SP)           | Kroky                                | Panton 44 0639                     |                 |
| 1978 | Kdybys uměl to, co saxofon/Discobolos tango (SP) | Discobolos                           | Supraphon 1 43 2217 Tonpress S-307 | Edice Diskotéka |
| 1978 | Kdybys uměl to, co saxofon (SP)                  | Discobolos                           | Supraphon 1 43 2207                |                 |
| 1979 | Vlaková holka (SP)                               | Orchestr čs. televize                | Supraphon 1143 2298                |                 |
| 1979 | První váhavé svítání/Hej, kočí (SP)              | Motor                                | Supraphon 1143 2333                |                 |
| 1980 | Dlouhá bílá žhoucí kometa/Blues II (SP)          | Discobolos Vokální skupina Universum | Supraphon 1143 2343                |                 |
| 1980 | Žízeň po životě/Čas není mým pánem (SP)          | Motor                                | Supraphon 1143 2415                |                 |
| 1980 | Já zášť/Jdi hned ráno (SP)                       | Motor                                | Supraphon 1143 2372                |                 |
| 1980 | Publikum Tvé jsem já/No a co (SP)                | Skupina P. Trnavského Yo-Yo Band     | Supraphon 1143 2437                |                 |
| 1980 | I play my part for you/Slowhand Joe (SP)         | Skupina P. Trnavského                | Supraphon 1143 2431                |                 |
| 1981 | Tvou spásou já chci být/Copánky (SP)             | Skupina P. Trnavského                | Supraphon 1143 2545                |                 |
| 1981 | V stínu kapradiny/Smaragdové lasery (SP)         | Skupina P. Trnavského                | Supraphon 1143 2478                |                 |
| 1986 | Don't you hear me screaming (SP, SP 12")         |                                      | Polydor 885 237-7                  |                 |
| 1986 | I'm losing you (SP, SP 12")                      |                                      | Polydor 885 543-7 (POSP 852)       |                 |
| 1990 | Sexual Vampire/V žáru (SP 12")                   |                                      | United Kulture Records UKRZES-1    |                 |
| 1998 | Hej, hej, neváhej (CDS)                          |                                      | Bonton SAMPCS 6071                 | promo           |
| 1998 | S láskou (CDS)                                   |                                      | Bonton SAMPCS 6565 2               | promo           |
| 2003 | Archanděl spásy (CDS)                            |                                      | EMI                                |                 |
| 2004 | Rise up (EP CD)                                  |                                      | AD Music                           |                 |
| 2004 | Hvězda naděje (EP CD)                            |                                      | AD Music                           |                 |
| 2006 | Zlatý kalich (EP CD)                             |                                      | Levné Knihy LK 0353-2              |                 |
| 2012 | Olympic Hits (EP CD)                             |                                      | London Sound Records               |                 |
| 2013 | Zlatý žár (CDS)                                  |                                      |                                    |                 |
| 2013 | New way (EP CD)                                  |                                      | 3MM Music                          |                 |
| 2013 | Udělej zázrak (EP CD)                            |                                      | 3MM Music                          |                 |
| 2013 | New tones (EP CD)                                |                                      | 3MM Music                          |                 |
| 2015 | Vánoční Illuminace (EP CD)                       |                                      | Interference Music                 |                 |